# Medaile Za dobytí Budapešti
Medaile Za dobytí Budapešti (rusky Медаль «За взятие Будапешта») byla sovětská medaile, udílená od roku 1945 za účast na budapešťské operaci během druhé světové války. 

## Historie
Medaile byla založena dekretem prezidia Ozbrojených sil SSSR ze dne 9. června 1945. Autorem vzhledu medaile je umělec A. I. Kuzněcov.
K 1. lednu 1995 byla tato medaile udělena přibližně v 362 050 případech.

## Pravidla udílení

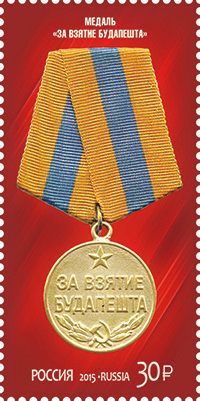
Ruská poštovní známka s vyobrazením medaile

Medaile byla udílena příslušníkům Rudé armády, námořnictva a jednotek NKVD, kteří se přímo podíleli na budapešťské ofenzívě, během níž byla obsazena Budapešť, a to v rozhodném období od 20. prosince 1944 do 15. února 1945.
Medaile Za dobytí Budapešti se v přítomnosti dalších sovětských medailí nosí za medailí Za vítězství nad Japonskem. Pokud se nosí s vyznamenáními Ruské federace, pak mají ruská vyznamenání přednost.

## Popis medaile
Medaile kulatého tvaru o průměru 32 mm je vyrobena z mosazi. Na přední straně je uprostřed nápis ЗА ВЗЯТИЕ БУДАПЕШТА. Nad ním je pěticípá hvězda a pod ním zkřížené vavřínové ratolesti, na nichž je položen symbol srpu a kladiva. Na zadní straně je datum 13 февраля 1945. Nad datem je pěticípá hvězda. Všechny nápisy a obrázky jsou konvexní. Vnější okraj medaile je vystouplý.
Medaile je připojena pomocí jednoduchého kroužku ke kovové destičce ve tvaru pětiúhelníku potažené hedvábnou stuhou z moaré oranžové barvy. Stuha je široká 24 mm. Uprostřed je modrý proužek široký 8 mm.